# Batalha de Achém (1569)
A Batalha Naval de Achém foi travada em 1569 ao largo da costa da Sumatra entre uma única nau portuguesa e uma armada do Sultanato de Achém, que estava prestes a atacar a Malaca Portuguesa. Terminou com a vitória portuguesa e a retirada da frota de Achém depois de sofrer perdas pesadas.

## Contexto
No início de maio de 1569, uma nau de propriedade privada, escoltada por um galeão fortemente armado, partiu de Goa com destino ao sudeste asiático. O capitão e dono da nau era um homem rico chamado Mem Lopes Carrasco, enquanto que o capitão do galeão era João Gago de Andrade, incumbido de reabastecer e reforçar a guarnição portuguesa na fortaleza de Ternate nas Molucas. Carrasco pretendia navegar com o seu navio pelo Estreito de Sunda, possivelmente para comprar pimenta e sândalo de alta qualidade, entre outros produtos de alto valor produzidos na região. Depois de passar pelo cabo Comorim, no extremo sul da Índia, e a ameaça dos piratas diminuir, a nau deixou a proteção do galeão e navegou a toda velocidade para longe da sua vista. Ao passar a noroeste de Sumatra, onde se situava o Sultanato de Achém, o vento diminuiu repentinamente, ficando a nau a mover-se muito lentamente. Achém era um inimigo ferrenho dos portugueses e frequentemente atacava os navios de Malaca. Nessa altura, tinha preparado uma armada composta por 20 galeras, 20 juncos de guerra e mais de 200 embarcações de menor dimensão para atacar a cidade . 

## Batalha
Ao avistar uma nau sozinha, a frota saiu imediatamente do porto de Achém para perseguir a nau. Segundo o historiador português do século XVI Diogo do Couto:

Tanto que Mem Lopes vio a Armada, de que se não podia desviar, preparou-se pera se defender della, porque bem sabia que lhe era assim necessário pera remedio e vida de todos, porque aquelles inimigos não havia poder-se pleitear com elles, porque não dam a vida a Portuguez algum pelo mortalissimo odio que lhe tem: e assim mandou tirar monetas, encher tinas de agua, e preparar sua artilheria, de que levava sete, ou oito peças, camellos, esperas, e falcões; e a gente que levava, que eram quarenta homens, repartio pelos lugares mais arriscados, pondo na proa Martim Lopes Carrasco seu filho com dez homens; e Francisco da Costa, aquelle em que fallei na minha setima Decada no livro nono, capitulo segundo, de espia com hum seu irmão, a quem não soube o nome, poz na popa com outros dez soldados; e a hum Martim Daço primo de Mem Lopes encarregou a artilharia; e elle ficou no convéz com os mais, e com eles o Padre Francisco Cabral da Companhia de Jesus, que depois foi Provencial daquelas partes, e hum Frade de S. Francisco, que ambos com hum Crucifixo nas mãos andavam animando a todos a fe defenderem daquela Armada, que já tinha cercada a náo, e a começou a bater com grande terror, brabosidade, e logo a começaram a destroçar, e desenxarsear, e abrir-lhe muitas arrombadas com os pelouros que varavam a náo; mas tambem os nossos fizeram valerosamente seu officio, destroçando-lhes com sua artilharia muitas das suas embarcações, e matando-lhes muita gente; porque como o mar estava cuberto de embarcações, não tinham as balas da nossa artilheria, por perdidas que fossem, onde dar, senão nellas

Diogo Couto (1673). Da Ásia, Década VIII.
A batalha durou o dia todo, até que a armada se retirou ao anoitecer e lançou âncora à vista da nau. Os portugueses aproveitaram para tratar os feridos e fazer reparações no navio durante toda a noite. Na manhã seguinte, a batalha recomeçou, com a armada a navegar para assaltar a nau:

Ao outro dia tanto que amanheceo, tornou a Armada a rodear a náo, e a batella, e destroçalla com nova furia; mas tambem os nossos lhes respodêram, como se estiveram muito descançados, e inteiros, obrando todos altas cavallarias: os inimigos apertaram tanto, que chegaram tres galés muito poderosas a abordar a náo, andando neste conflicto os Padres ambos no meio de todos com Crucifixos levantados, animando os nossos a pelejarem pela Fé de Christo (…) e de tal modo accendeo esta exhortação a furia, e valor aos nossos, que deram com os inimigos ao mar, e com aquele impeto, e furor se lançou apôs elles em huma das galés o Martim Daço com huma espada, e rodella, fazendo grande estragos nos Mouros, sendo de sima ajudado com a espingardaria; e chamando Mem Lopes Carrasco por elle que se recolhesse, lhe respondeo, que o não havia de fazer até render aquella galé, porque a havia de tomar em lugar do batel da náo que os Mouros lhe tinham já tomado; e sendo a galé soccorrida de outras, foi forçado ao Martim Daço recolher-se com alguma feridas bem grandes. O Mem Lopes Capitão, e Senhorio da náo andou todo aquelle tempo como hum alarve encarniçado na briga, e tinto da polvora, e de seu sangue, defeição que o não conheciam pelo rosto, senão pelas armas; e andando soccorrendo pelas partes todas, em que os nossos pelejavam valerosamente, lhe deram huma bombardada por huma perna, e logo correo fama pela náo que elle era morto: chegou ao castello de proa, onde seu filho Martim Lopes Carrasco tinha feito maravilhas em sua defensão; e dizenlhe hum soldado que seu pai era morto: «Se assim he, morreo hum só homem, e aqui ficamos muitos, que defenderemos a náo.». O Mem Lopes, como a ferida não foi mortal, e não lhe impedio o andar, fez seu officio com grande valor, andando sempre a par delle o Padre Francisco Cabral da Companhia muito inteiro, e com grande animo, e prudencia animando, e consolando a todos (...) O Padre de S. Francisco sempre andou com o Crucifixo alentando os soldados, e chamando pelo Bem aventurado Sant-Iago,  animando os homens com palavras muito honradas; (...) basta dizermos que tres dias continuos foram os nossos batidos de toda aquella Armada, até os deixarem arrafados de todos os castellos, e mastros, e a mór parte da gente morta, e os mais feridos,  e no fim dos ditos tres dias os inimigos se afastáram, por apparecer o galeão de João Gago de Andrade; (...)

Diogo Couto (1673). Da Ásia, Década VIII

## Rescaldo
A armada de Achém retirou-se com menos quarenta navios "e os restantes tão gravemente danificados" que os Achéns cancelaram o ataque a Malaca nessa altura.
João Gago forneceu a Mem Lopes Carrasco os materiais para construir mastros improvisados para que conseguissem prosseguir para Malaca. Ele depois deixou a nau para trás, possivelmente indignado por Carrasco o ter deixado depois de passar pelo Cabo Comorim. Ao chegar a Malaca, no entanto, o capitão da fortaleza ordenou a Gago que voltasse imediatamente e os acompanhasse até o destino, onde os passageiros sobreviventes receberam uma recepção triunfante na cidade. A nau ficou tão danificada que Mem Lopes Carrasco desistiu dos planos de seguir para pelo Estreito de Sunda e voltou para a Índia o mais rápido possível. Em Lisboa, ao saber do feito de Carrasco, D. Sebastião de Portugal concedeu-lhe o título de nobre e membro da Ordem de Cristo, juntamente com uma generosa soma anual de dinheiro. 
Entretanto, o Sultão de Achém ficou tão ofendido com a derrota humilhante que, segundo Couto, "vingou-se nos seus próprios homens, pois não o pôde fazer nos portugueses".